# Ramzi Bahloul
Pour les articles homonymes, voir Bahloul.
Ramzi Bahloul (arabe : رمزي بهلول), né le 18 octobre 1989, est un haltérophile tunisien.

## Carrière
Ramzi Bahloul est triple médaillé d'or dans la catégorie des moins de 77 kg aux championnats d'Afrique 2010 à Yaoundé. Il est médaillé d'or à l'arraché et médaillé d'argent à l'épaulé-jeté dans la catégorie des moins de 77 kg aux Jeux méditerranéens de 2013 à Mersin. Il est ensuite médaillé d'or à l'épaulé-jeté et au total et médaillé d'argent à l'arraché dans cette même catégorie aux championnats d'Afrique 2016 à Yaoundé.
Aux championnats d'Afrique 2017 à Vacoas, il est médaillé d'argent à l'arraché dans la catégorie des moins de 85 kg. Il est médaillé d'argent à l'épaulé-jeté de bronze à l'arraché dans cette même catégorie aux Jeux méditerranéens de 2018 à Tarragone puis triple médaillé d'or aux championnats d'Afrique 2018 à Mahébourg. 
Il est médaillé d'argent à l'arraché et au total et médaillé de bronze à l'épaulé-jeté dans la catégorie des moins de 81 kg aux championnats d'Afrique 2019 au Caire, puis médaillé d'argent à l'arraché aux Jeux africains de 2019 à Rabat.
Il obtient trois médailles d'or dans la catégorie des moins de 81 kg aux championnats d'Afrique 2021 à Nairobi.
Il participe aux Jeux olympiques de 2020 à Tokyo.

## Famille
Il est le frère de Rami Bahloul, lui aussi haltérophile.